# Körfuknattleiksdeild KR
Il Körfuknattleiksdeild KR, nota anche come KR Reykjavik, è una squadra di pallacanestro, divisione cestistica della società polisportiva islandese Knattspyrnufélag Reykjavíkur, con sede a Vesturbær, distretto della città di Reykjavík.
Tra le squadre di pallacanestro più titolate d'Islanda, con 16 titoli nazionali e 12 coppe conquistate, partecipa costantemente al Úrvalsdeild karla í körfuknattleik, massimo livello del campionato islandese di pallacanestro.

## Roster 2018-2019
Aggiornato al 29 dicembre 2018.
|    | Naz.                                   | Ruolo | Sportivo                | Anno | Alt. | Peso | Note |
| -- | -------------------------------------- | ----- | ----------------------- | ---- | ---- | ---- | ---- |
| 2  | Islanda (bandiera)                     | P     | Karvel Ágúst Schram     | 1998 | 194  |      |      |
| 3  | Italia (bandiera)                      | AP    | Mike DiNunno            | 1990 | 180  |      |      |
| 4  | Islanda (bandiera)                     | P     | Benedikt Lárusson       | 1999 | 180  |      |      |
| 6  | Islanda (bandiera)                     | AG    | Kristófer Acox          | 1993 | 197  |      |      |
| 7  | Islanda (bandiera)                     | AC    | Finnur Atli Magnússon   | 1985 | 206  |      |      |
| 8  | Islanda (bandiera)                     | A     | Björn Kristjánsson      | 1992 | 187  |      |      |
| 9  | Islanda (bandiera)                     | C     | Jón Stefánsson          | 1982 | 196  | 92   |      |
| 10 | Islanda (bandiera)                     | AP    | Þórir Lárusson          | 1999 | 180  |      |      |
| 11 | Islanda (bandiera)                     | G     | Ólafur Sigurjónsson     | 1999 | 186  |      |      |
| 12 | Islanda (bandiera)                     | GA    | Vilhjálmur Kári Jensson | 1996 | 197  |      |      |
| 13 | Islanda (bandiera)                     | P     | Orri Hilmarsson         | 1999 | 187  |      |      |
| 14 | Islanda (bandiera)                     | AG    | Emil Barja              | 1991 | 192  | 82   |      |
| 15 | Islanda (bandiera)                     | G     | Pavel Ermolinskij       | 1987 | 202  |      |      |
| 23 | Islanda (bandiera)                     | P     | Sigurður Þorvaldsson    | 1980 | 201  |      |      |
| 26 | Islanda (bandiera) · Spagna (bandiera) | P     | Alfonso Birgir Gómez    | 2000 | 196  |      |      |
| 42 | Stati Uniti (bandiera)                 | P     | Julian Boyd             | 1990 | 201  | 104  |      |
|    | Islanda (bandiera)                     | P     | Helgi Magnússon         | 1992 | 197  |      |      |

### Staff tecnico
- Allenatore:  Ingi Þór Steinþórsson
- Assistente:  Hjalti Þór Vilhjálmsson,
- Manager:  Martin Hauksson
- Fiseoterapista:  Bjartmar Birnir

## Palmares
- Campionato islandese: 18

1965, 1966, 1967, 1968, 1974, 1978, 1979, 1990, 2000, 2007, 2009, 2011, 2014, 2015, 2016, 2017, 2018, 2019
- Coppa d'Islanda: 14

1966, 1967, 1970, 1971, 1972, 1973, 1974, 1977, 1979, 1984, 1991, 2011, 2016, 2017